# قوشچی (کلیبر)
قوشچی یکی از روستاهای استان آذربایجان شرقی است که در بخش آبش‌احمد شهرستان کلیبر واقع شده‌است.